# Archives (Darkest Hour)
Archives è un album discografico di raccolta del gruppo melodic death metal statunitense Darkest Hour, pubblicato nel 2006.

## Tracce
1. The Choir of the Prophecy Fulfilled – 5:18
2. Reflections of Ruin – 3:49
3. Broken Wings, Pt. 1 – 3:22
4. This Side of the Nightmare – 4:09
5. This Curse – 6:45
6. Coda XIII – 5:03
7. This Side of the Nightmare (Alternate Version) – 3:30
8. Reflections of Ruin (Alternate Version) – 3:51
9. This Curse (Alternate Version) – 6:23
10. Faith Like Suicide – 6:19
11. Vise – 5:28
12. Looking Forward (To the End) – 3:42
13. The Misanthrope – 4:14
14. Fathom – 5:34
15. Keepsake 23 – 6:15
16. Crossroads – 3:48